# 玉置隆
玉置 隆（たまき ゆたか、1986年9月11日 - ）は、和歌山県和歌山市出身の元プロ野球選手（投手）。
2005年から2015年までは、NPBの阪神タイガースに所属。2016年から2019年までは、社会人野球の新日鐵住金鹿島→日本製鉄鹿島でプレーを続けていた（2018年以降はコーチを兼任）。
歌手の玉置成実は従妹に当たる。

## 経歴

### プロ入り前
実父が交通事故で他界した7歳から、女手一つで実母に育てられた。市立和歌山商業高校への進学後は、当時の硬式野球部監督・真鍋忠嗣による「大きく育てたい」という意向で、勝負球をほぼ直球とカーブに限っていた。3年生だった2004年の第86回全国高等学校野球選手権大会に、和歌山県代表で出場。2回戦で、福島県代表の聖光学院高校に敗れた。
2004年のドラフト会議で、阪神タイガースからの9巡目指名を受けて入団した。背番号は62。この会議の前には新日鐵広畑への入社が内定していたため、どの球団からも指名されなかった場合には同社へ入る予定であった。

### 阪神時代
2005年には、新人合同自主トレーニング中の長距離走で、大学・社会人出身選手を差し置いてトップに立ったことが報じられた。しかし、シーズン中は二軍生活に終始した。
2006年には、10月14日の対広島戦（広島市民球場）での救援登板で一軍デビュー。2回を無失点に抑えた。
2007年には、一軍公式戦2試合に登板。シーズン終了後に派遣されたハワイ・ウィンターリーグでは、チェンジアップとフォークボールを習得するとともに、最優秀投手賞を受賞した。
2008年には、入団後初めて、春季キャンプの一軍メンバーに抜擢。投手ではチーム最年少のメンバー入りであった。一軍公式戦では3試合の登板にとどまったが、ウエスタン・リーグ公式戦では、主にリリーフとしてチーム最多の44試合に登板。49回1/3を投げて、6勝2敗3セーブ、36被安打、51奪三振、19四死球で防御率2.19の好成績を残したことから、リーグの優秀選手賞を受賞した。
2009年には、オープン戦で右肘を故障した影響で、一・二軍を通じて公式戦への登板機会がなかった。シーズン終了後には、支配下選手契約の解除と自由契約選手としての公示を経て、12月2日に改めて育成選手としての契約を結んだ。この契約変更を機に、背番号も118に変更している。
2010年には、ウエスタン・リーグながら、2年振りに公式戦へ登板。育成契約に関するNPBの規約で、10月29日にいったん自由契約選手として公示されたが、11月12日に育成選手として再び契約した。なお、シーズン終了後のフェニックスリーグでは5試合に登板。5回を投げて9奪三振を記録した。
2011年には、ウエスタン・リーグ公式戦14試合の登板で、防御率2.13を記録。前年と同様に、11月7日に自由契約選手として公示された後に、同月25日に3度目の育成契約を結んだ。
2012年には、一軍の救援陣に故障や不調が相次いだことから、7月24日に自身3シーズン振りの支配下選手登録を果たした。自身と同じ育成選手だったロバート・ザラテとの同時登録 で、背番号を97に変更した。結局、一軍公式戦での登板は見送られたが、ウエスタン・リーグの公式戦には25試合に登板。2勝1敗4セーブ、防御率2.95という成績を残した。
2013年には、4月14日にシーズン初の出場選手登録。自身5シーズン振りの登録であったが、一軍公式戦での登板機会がないまま、翌15日に登録を抹消された。同月28日の再登録を経て、5月1日の対広島戦で救援登板。一軍では2008年9月21日の対読売ジャイアンツ戦（東京ドーム）以来自身5シーズン振り、阪神甲子園球場の一軍戦では初めての登板であった。10月4日の対東京ヤクルトスワローズ戦（神宮）で、一軍初のホールドをマーク。レギュラーシーズン通算では7試合に登板したが、失点および自責点（いずれも3）は、いずれも本塁打によるものだった。その一方で、ウエスタン・リーグ公式戦では、主にクローザーとして 30試合に登板。17セーブを挙げて、リーグ最多セーブ投手のタイトルを獲得した。なお、一軍がレギュラーシーズン2位で臨んだクライマックスシリーズでは、広島とのファーストステージ第1戦（同月12日・甲子園）に、9回表途中から6番手で登板。3分の2イニングを投げたが、代打・岩本貴裕からの本塁打で3失点を喫している。
2014年には、ウエスタン・リーグ公式戦44試合に登板。3勝3敗9セーブ、防御率2.50という成績を残した。しかし、一軍公式戦では、5試合の登板にとどまった。その一方で、シーズン終了後の11月21日には、育成選手時代から交際していた女性との結婚を発表した。
2015年には、8月8日にこの年初めての出場選手登録を果たした。しかし、一軍公式戦への登板機会のないまま、2日後の同月10日に登録を抹消。同月23日の再登録 後は、2試合の救援登板で防御率3.38を記録したが、同月31日に再び登録を抹消された。また、34試合に登板したウエスタン・リーグ公式戦では、3勝3敗6セーブ、防御率3.93という成績でシーズンを終了。10月19日に、球団から戦力外通告を受けた。12月2日に、自由契約選手としてNPBから公示。

### 社会人野球時代
戦力外通告の時点で「野球に疲れていた」とのことで、通告の直後には現役からの引退も検討した が、2015年11月10日にシートバッティング形式の12球団合同トライアウト（草薙球場）へ参加。打者3人を無安打に抑えた。NPBを含むプロ野球他球団が獲得するまでには至らなかったが、同じ経歴を有する吉田浩の紹介や、阪神時代の先輩投手だった藤川球児のアドバイス を受けて、新日鐵住金鹿島（当時）硬式野球部でプレーを続けることが決まった（所属は鴻池運輸）。
2016年には、チームの主戦投手として活躍。第87回都市対抗野球大会の北関東2次予選では、富士重工業を相手に2安打を許しただけで、無四球完封勝利を収めた。2018年より投手コーチを兼任。社会人野球日本選手権大会には、チームの名称が日本製鉄鹿島に変更された2019年まで、投手として4年連続で出場した。
2019年には、この年限りでの現役引退を決意したうえで、第45回社会人野球日本選手権大会に出場。先発で登板したJFE西日本との1回戦では、大会の直前に開催されたNPBドラフト会議で北海道日本ハムファイターズから1巡目で指名されたばかりの河野竜生との投げ合いを経て、延長10回表までに133球を投じながら5被安打1失点に抑えた。チームが12回裏にタイブレークからサヨナラ勝利を収めた ことで臨んだ三菱日立パワーシステムズとの2回戦でも、救援登板で2イニングを無失点に抑える好投によって、チームの準決勝進出に貢献。日本生命との準決勝に再び先発したものの、4回2失点という内容でチームも敗れたため、この試合で現役生活に終止符を打った。なお、現役引退を機にコーチも退任したため、大会後からは勤務先の鴻池運輸で社業に専念する。

## プレースタイル
切れのあるストレートと、落差が大きいカーブが武器。KBOのハンファ・イーグルスが阪神の二軍と対戦した2015年春季キャンプ中の練習試合では、チェンジアップ主体の投球で3イニングの救援登板を無失点に抑えるとともに、打者9人から6者連続を含む8奪三振を記録した。
110 m以上の距離を投げたり、50m走で5秒9を記録したりするほど身体能力 が高い。また、高校通算で26本塁打を放ったことから、阪神に入団した2005年当初は野手としての登録も検討された。

## 詳細情報

### 年度別投手成績
| 年 度     | 球 団     | 登 板 | 先 発 | 完 投 | 完 封 | 無 四 球 | 勝 利 | 敗 戦 | セ 丨 ブ | ホ 丨 ル ド | 勝 率 | 打 者 | 投 球 回 | 被 安 打 | 被 本 塁 打 | 与 四 球 | 敬 遠 | 与 死 球 | 奪 三 振 | 暴 投 | ボ 丨 ク | 失 点 | 自 責 点 | 防 御 率 | W H I P |
| --------- | --------- | ----- | ----- | ----- | ----- | -------- | ----- | ----- | -------- | ----------- | ----- | ----- | -------- | -------- | ----------- | -------- | ----- | -------- | -------- | ----- | -------- | ----- | -------- | -------- | ------- |
| 2006      | 阪神      | 1     | 0     | 0     | 0     | 0        | 0     | 0     | 0        | 0           | ----  | 9     | 2.0      | 2        | 0           | 1        | 0     | 0        | 3        | 1     | 0        | 0     | 0        | 0.00     | 1.50    |
| 2007      | 阪神      | 2     | 0     | 0     | 0     | 0        | 0     | 0     | 0        | 0           | ----  | 9     | 2.0      | 2        | 0           | 1        | 0     | 0        | 0        | 0     | 0        | 0     | 0        | 0.00     | 1.50    |
| 2008      | 阪神      | 3     | 0     | 0     | 0     | 0        | 0     | 0     | 0        | 0           | ----  | 13    | 4.0      | 1        | 0           | 1        | 0     | 0        | 4        | 0     | 0        | 0     | 0        | 0.00     | 0.50    |
| 2013      | 阪神      | 7     | 0     | 0     | 0     | 0        | 0     | 0     | 0        | 1           | ----  | 47    | 12.1     | 6        | 2           | 6        | 1     | 0        | 10       | 0     | 0        | 3     | 3        | 2.19     | 0.97    |
| 2014      | 阪神      | 5     | 0     | 0     | 0     | 0        | 0     | 0     | 0        | 1           | ----  | 19    | 4.2      | 4        | 1           | 1        | 0     | 0        | 8        | 0     | 1        | 2     | 2        | 3.86     | 1.07    |
| 2015      | 阪神      | 2     | 0     | 0     | 0     | 0        | 0     | 0     | 0        | 0           | ----  | 12    | 2.2      | 3        | 1           | 1        | 0     | 0        | 4        | 0     | 0        | 2     | 1        | 3.38     | 1.50    |
| 通算：6年 | 通算：6年 | 20    | 0     | 0     | 0     | 0        | 0     | 0     | 0        | 2           | ----  | 109   | 27.2     | 18       | 4           | 11       | 1     | 0        | 29       | 1     | 1        | 7     | 6        | 1.95     | 1.05    |

- 2015年度シーズン終了時

### 記録
- 初登板：2006年10月14日、対広島東洋カープ22回戦（広島市民球場）、4回裏に2番手で救援登板、2回無失点
- 初奪三振：同上、4回裏に大竹寛から空振り三振
- 初ホールド：2013年10月4日、対東京ヤクルトスワローズ24回戦（神宮球場）、8回裏に2番手で救援登板、2回無失点

### 背番号
- 62 （2005年 - 2009年）
- 118 （2010年 - 2012年7月23日）
- 97 （2012年7月24日 - 2015年）
- 30 （2016年 - 2019年）

### 登場曲
- 「ココロオドル」nobodyknows+（2005年 - 2007年）
- 「親愛なるあなたへ...」ロードオブメジャー（2008年、2011年 - 2015年）
- 「dear mama」九州男（2009年 - 2010年）